# Henri H. Stahl
Pentru stenograful și scriitorul român, a se vedea Henri Stahl (1877 - 1942)
Henri H. Stahl (n. 1901, București – d. 9 septembrie 1991), al cărui nume apare uneori și în variantele Henry H. Stahl sau H.H. Stahl, a fost un antropolog cultural, etnograf, istoric social, memorialist, sociolog rural român, reprezentant de frunte al Școlii monografice, autor prestigios în domeniile sociologiei rurale, antropologiei culturale, istoriei sociale, teoriei etnografice și memorialisticii. Adept al cercetărilor empirice, fundamentate teoretic și metodologic, al înțelegerii procesuale și raționale, a culturii și societății.
Provine dintr-o familie cu strămoși veniți din Alsacia și din Elveția francofonă, a fost fiul lui Henri Stahl (1877-1942; inițiatorul stenografiei), fiind fratele mai mic al lui Șerban Voinea, activist al Partidului Social Democrat, și al scriitoarei Henriette Yvonne Stahl. A fost căsătorit cu o cunoscută pictoriță, Margareta Stahl.

## Viața profesională
După ce și-a luat doctoratul, a devenit interesat de lucrările lui Dimitrie Gusti, devenind unul din cei mai proeminenți colaboratori ai acestuia. Se alătură echipei catedrei de Sociologie, Etică și Politică a Facultății de Litere și Filozofie din București al cărei titular era Dimitrie Gusti. În prima etapă i-a asistat pe Dimitrie Gusti și pe Gheorghe Vlădescu-Răcoasa în realizarea unei vaste acțiuni interdisciplinare de scriere a monografiilor satelor din România. În anul 1936, Dimitrie Gusti, Henri H. Stahl și Victor Ion Popa au înființat Muzeul Satului din București.
Ca membru al societății Criterion s-a făcut cunoscut prin poziția sa marxistă, în 1932 intrând în polemică cu Lucrețiu Pătrășcanu, care susținea o poziție leninistă.
În anul 1934, împreună cu Alexandru Cristian Tell, Mircea Eliade, Mircea Vulcănescu și Petru Comarnescu a înființat revista Criterion, despre care afirma că nu are nici o legătură cu Societatea Criterion, al cărei membru fusese.
A scris în ziarul naționalist Dreapta dar, după ce acesta l-a atacat pe Nicolae Iorga, l-a părăsit, invocând un conflict de opinii politice. În anul 1938, contrar spiritului generației sale, s-a declarat antifascist.
După al Doilea Război Mondial și instaurarea regimului comunist, Stahl a fost implicat în proiecte ce aveau intenția să reînvie sociologia. A reușit abia după 1960, când a început să lucreze împreună cu echipa lui Miron Constantinescu la Bibliotheca Historica Romaniae, inițiată de Academia Română.
Din anul 1974 a devenit membru corespondent al Academiei Române, iar în anul 1990 a fost ales membru titular al Academiei Române.

## Opera
- 1934 - Tehnica monografiei sociologice
- 1939 - Nerej, un village d'une region archaique, 3 volume
- 1946 - Sociologia satului devălmaș românesc
- 1950 - 1965 - Contribuții la studiul satelor devălmașe românești, 3 volume
- 1966 - Les anciennes communautes villageoises roumaines; asservissement et penetration capitaliste
- 1966 - Sociologia "concretă" și istorie, in Teorie și metodă în științele sociale, Vol. VII: Filozofia istoriei. Studii, Editura Politică, București
- 1975 - Teoria și practica investigărilor sociale, 2 volume
- 1979 - Traditional Romanian village communities: The transition  from the Communal to the Capitalist mode of production in the Danube Region (Cambridge University Press)
- 1980 - Teorii și ipoteze privind sociologia orânduirii tributale
- 1981 - Amintiri și gânduri din vechea școală a monografiilor sociologice
- 1983 - Eseuri critice. Despre cultura populară românească
- 1986 - Dimitrie Gusti. Studii critice
- 1992 - Probleme confuze în istoria socială a României  (postum)
- 2000 - Monografia ca utopie. Interviuri cu Henri H. Stahl – postum, coautor Zoltan Rostas

## Distincții
- titlul de Profesor universitar emerit al Republicii Socialiste România (26 iunie 1969) „în semn de prețuire a personalului didactic pentru activitatea meritorie în domeniul instruirii și educării elevilor și studenților și a contribuției aduse la dezvoltarea învățămîntului și culturii din patria noastră”[5]